# Vladimir Dëmin
Vladimir Timofeevič Dëmin (in russo Влади́мир Тимофе́евич Дёмин?, traslitterazione anglosassone: Vladimir Dyomin; Alëškino, 10 marzo 1921 – Mosca, 10 ottobre 1966) è stato un calciatore e allenatore di calcio sovietico, di ruolo attaccante.

## Biografia
Vladimir Timofeevič Dëmin nacque nel villaggio di Alëškino situato nel Governatorato di Rjazan' nella RSFS Russa il 10 marzo 1921.
Nel 1936 entrò a far parte della sezione giovanile dello Spartak Mosca con la quale vinse nel 1937 la Coppa dell'URSS giovanile. Nel 1939 si guadagnò un posto nella prima squadra dello Spartak. Dalla stagione 1939 alla stagione 1943 giocò solo tre partite realizzando una sola rete.
Nel 1944 passò allo CDKA Mosca, dove ci trascorse quasi tutta la sua carriera calcistica. In quegli anni, sotto la guida dell'allenatore Boris Arkad'ev, formava insieme a Vsevolod Bobrov, Grigorij Fedotov, Alekséj Grínin, Valentin Nikolaev, Vjačeslav Solov'ёv e Boris Koverznev l'attacco del CDKA. Molti dei gol segnati da questi attaccanti furono realizzati grazie ad assist di Vladimir Dëmin. Nel 1950 il CDKA Mosca cambiò denominazione in CDSA Mosca. Nelle otto stagioni con la Società Sportiva della Casa dell'Armata Rossa (CDKA) prima e con la Centrale Casa dell'Armata Rossa (CDSA) poi, Dëmin realizzò 82 reti in 191 presenze e vinse cinque campionati sovietici e tre coppe dell'URSS.
Nel 1952 si trasferì al Kalinin, squadra della città di Kalinin (attuale Tver'). Nello stesso anno giocò con la nazionale dell'URSS una amichevole non ufficiale contro la nazionale ungherese.
In seguito si spostò al MVO Mosca, dove ci rimase fino allo scioglimento della squadra avvenuto nel 1953. 
Nel 1954 tornò al CDSA Mosca per una sola stagione, dove totalizzò solo 4 presenze prima di terminare definitivamente la sua carriera calcistica.
Dëmin entrò a far parte del team del CDSA Mosca come assistente allenatore nel 1955, mentre nel 1958 divenne allenatore del SKVO Leopoli. Dopo l'esperienza a Leopoli durata solo una stagione, fece ritorno al CDSA Mosca, che nel frattempo aveva cambiato denominazione in CSK MO Mosca. Nel 1960 divenne allenatore del Zarja Penza solo per una stagione, in seguito tornò al CSKA Mosca.
Dëmin si ammalò di tubercolosi e venne curato in un sanatorio a Puškino, nell'Oblast' di Mosca. L'ex attaccante del CDKA Mosca spirò all'età di 45 anni il 10 ottobre 1966. In seguito venne sepolto nel Cimitero di Vagan'kovo.
Dëmin era sposato con Lenina Vaclavovna Bel'skaja, la quale lo rese padre di una figlia, Natal'ja Vladimirovna Dëmina.

## Palmarès

### Club
- Vysšaja Liga: 5

CDKA Mosca: 1939, 1946, 1947, 1948, 1950
CDSA Mosca: 1951
- Kubok SSSR: 3

CDKA Mosca: 1945, 1948
CDSA Mosca: 1951

### Individuale
- Membro del Club Grigorija Fedotova: 100 goal